# Derrick Thomas
Derrick Vincent Thomas (Miami, 1º gennaio 1967 – Miami, 8 febbraio 2000) è stato un giocatore di football americano statunitense che ha giocato nel ruolo di linebacker per tutta la carriera con i Kansas City Chiefs della National Football League (NFL).
Fu scelto nel corso del primo giro (4º assoluto) del Draft NFL 1989. Al college giocò a football all'Università dell'Alabama. Thomas, indotto nella Pro Football Hall of Fame nel 2009, fu uno dei migliori giocatori della lega negli anni novanta ed è considerato uno dei migliori pass rusher di tutti i tempi. Nel 1990 contro i Seattle Seahawks, stabilì il record NFL con 7 sack in una singola partita. L'8 febbraio 2000, Thomas morì per un grumo di sangue enorme che si era sviluppato nei suoi arti inferiori paralizzati e aveva viaggiato fino ai polmoni. Ciò fu la conseguenza di un grave infortunio automobilistico subito la settimana precedente.

## Carriera professionistica

### Kansas City Chiefs
Thomas fu scelto dai Chiefs come quarto assoluto nel Draft 1989 dai Chiefs, franchigia con cui rimase per tutta la carriera.
L'annata da rookie di Thomas fu di grande successo, vincendo il titolo di miglior rookie difensivo dell'anno e venendo convocato per il Pro Bowl, il primo linebacker al debutto dei Chiefs ad ottenere tale onore dall'Hall of Fame Bobby Bell. Nel corso della sua carriera fu convocato in totale per nove Pro Bowl.
La qualità per cui forse era Thomas più noto era quella di mettere a segno i sack sui quarterback. In carriera ne totalizzò 126,5, classificandosi al dodicesimo posto nella graduatoria di tutti i tempi e detenendo tuttora il record di 7 sack in una singola gara, superando peraltro il suo stesso record di 6, in una gara contro Seattle ai danni di Dave Krieg nel 1990. Ironicamente, fu proprio un sack che Thomas non mise a segno che decise la gara: nell'ultima giocata, Krieg eluse un blitz di Thomas e lanciò un passaggio da touchdown a Paul Skansi che diede ai Seahawks la vittoria 17-16.
Thomas è uno dei soli 25 giocatori ad aver raggiunto i 100 sack in carriera ed è al quinto posto nella storia dei Chiefs con 649 tackle. Durante la sua carriera inoltre mise a segno un intercetto e recuperò 19 fumble, ritornandoli per 161 yard e 4 touchdown. Thomas detiene i record in carriera dei Chiefs per sack, safety, fumble recuperati e fumble forzati.
Thomas morì per le conseguenze di un incidente d'auto avvenuto la mattina del 23 gennaio 2000 mentre era alla guida della sua Chevrolet Suburban sulla strada per raggiungere l'Aeroporto Internazionale di Kansas City durante una tempesta di neve, mentre si apprestava a volare a St. Louis per disputare la finale della AFC.

## Palmarès
- (9) Pro Bowl (1989, 1990, 1991, 1992, 1993, 1994, 1995, 1996, 1997)
- (3) First-team All-Pro (1990, 1991, 1992)
- (3) Second-team All-Pro (1993, 1994, 1996)
- Formazione ideale della NFL degli anni 1990
- Miglior difensore rookie dell'anno (1989)
- PFWA All-Rookie Team - 1989
- (2) Leader della NFL in fumble forzati (1990, 1992)
- Numero 58 ritirato dai Chiefs
- Pro Football Hall of Fame (classe del 2009)
- College Football Hall of Fame (classe del 2014)
- Record NFL con 7 sack in una partita
- Club dei 100 sack
- Butkus Award (1988)

## Statistiche
| Anno     | Età      | Squadra  | P   | PT  | TACT | SOL | AST | SACK  | SAF | FF | FR | KB | TD | INT | YARD | MEDIA | TD | PD |
| -------- | -------- | -------- | --- | --- | ---- | --- | --- | ----- | --- | -- | -- | -- | -- | --- | ---- | ----- | -- | -- |
| 1989     | 22       | Chiefs   | 16  | 16  | 75   | 56  | 19  | 10.0  | 0   | 3  | 1  | 0  | 0  | 0   | 0    | 0     | 0  | 0  |
| 1990     | 23       | Chiefs   | 15  | 15  | 63   | 47  | 16  | 20.0  | 0   | 6  | 2  | 0  | 0  | 0   | 0    | 0     | 0  | 0  |
| 1991     | 24       | Chiefs   | 16  | 15  | 79   | 60  | 19  | 13.5  | 0   | 4  | 4  | 0  | 1  | 0   | 0    | 0     | 0  | 0  |
| 1992     | 25       | Chiefs   | 16  | 16  | 67   | 54  | 13  | 14.5  | 0   | 8  | 3  | 0  | 1  | 0   | 0    | 0     | 0  | 1  |
| 1993     | 26       | Chiefs   | 16  | 15  | 43   | 32  | 11  | 8.0   | 0   | 4  | 1  | 0  | 1  | 0   | 0    | 0     | 0  | 0  |
| 1994     | 27       | Chiefs   | 16  | 15  | 71   | 67  | 4   | 11.0  | 1   | 3  | 3  | 0  | 0  | 0   | 0    | 0     | 0  | 3  |
| 1995     | 28       | Chiefs   | 15  | 15  | 53   | 48  | 5   | 8.0   | 0   | 2  | 1  | 0  | 0  | 0   | 0    | 0     | 0  | 4  |
| 1996     | 29       | Chiefs   | 16  | 14  | 55   | 49  | 6   | 13.0  | 0   | 4  | 1  | 1  | 0  | 0   | 0    | 0     | 0  | 5  |
| 1997     | 30       | Chiefs   | 12  | 10  | 34   | 30  | 4   | 9.5   | 1   | 3  | 0  | 0  | 0  | 0   | 0    | 0     | 0  | 0  |
| 1998     | 31       | Chiefs   | 15  | 10  | 42   | 35  | 7   | 12.0  | 1   | 2  | 0  | 0  | 1  | 0   | 0    | 0     | 0  | 1  |
| 1999     | 32       | Chiefs   | 16  | 16  | 60   | 54  | 6   | 7.0   | 0   | 2  | 0  | 0  | 0  | 1   | 20   | 20.0  | 0  | 5  |
| Carriera | Carriera | Carriera | 169 | 157 | 642  | 532 | 110 | 126.5 | 3   | 41 | 16 | 1  | 4  | 1   | 20   | 20.0  | 0  | 19 |